# Provincia di Salavan
La provincia di Salavan (in lao ແຂວງສາລະວັນ, Khwèeng Sàalàwan) è una provincia del Laos meridionale con capoluogo Salavan. Nel 2004, contava su una popolazione di 336 000 abitanti distribuiti su una superficie di 10691 km², per una densità di 31,48 ab./km². L'economia della provincia è basata prevalentemente sull'agricoltura.

## Storia
Testimonianze preistoriche nella provincia sono rappresentate dai dipinti su roccia, di incerta origine, ritrovati nella zona vicina al Mekong. Studi etnologici e linguistici suggeriscono che l'insediamento di buona parte delle etnie mon khmer nella provincia sia avvenuto verso la fine del I millennio d.C. Secondo tali studi, sono parte delle tribù che fuggirono dal Regno Champa del Vietnam meridionale a causa dell'invasione degli eserciti nord-vietnamiti.
Nei secoli successivi la zona divenne parte dell'Impero Khmer fino al 1354, quando l'intero territorio laotiano venne unificato dal neonato Regno di Lan Xang. Le crisi interne del regno portarono al suo smembramento in tre nuovi Stati nei primi anni del XVIII secolo ed il territorio di Salavan divenne un avamposto del Regno di Champasak fino all'occupazione siamese, avvenuta alla fine dello stesso secolo; da quel momento in poi avrebbe seguito le vicende storiche del resto del Laos.

Salavan venne coinvolta nella guerra franco-thailandese nel 1940, quando fu teatro di scontri tra truppe francesi e thailandesi ed oggetto di bombardamenti dell'aviazione francese. Ben più intensi furono i bombardamenti a cui fu sottoposta durante la guerra del Vietnam (1960-1975), quando la parte montana della provincia era attraversata dal sentiero di Ho Chi Minh, la principale via di rifornimento per la guerriglia Viet Cong. Nel tentativo di estirpare tale traffico, l'aviazione americana sottopose il paese ai più drammatici bombardamenti dai tempi della II guerra mondiale. In questo periodo, secondo fonti filo-americane, erano presenti nella provincia truppe ribelli dal Pathet Lao, che arrivarono ad occupare il capoluogo Salavan nel 1970. Ne seguirono dei combattimenti che finirono per radere al suolo la città nel 1972.

## Geografia fisica
La provincia confina ad ovest con la Thailandia, il cui confine è segnato dal Mekong, a sud-ovest con la provincia di Champasak, a sud-est con quella di Xekong, ad est con il Vietnam, dal quale è separata dalle vette della catena Annamita e a nord con la provincia di Savannakhet.
La parte orientale si trova lungo la pianura del Mekong. In questa zona, l'area di conservazione delle biodiversità nazionali di Phu Xieng Thong ospita diverse specie animali rare tra cui l'orso dal collare, il banteng, il leopardo nebuloso, il coccodrillo siamese e la tigre indocinese. Buona parte del territorio provinciale è situata sul fertile altopiano di Bolaven, nella parte centrale della provincia, dove si trovano alcune tra le più belle cascate del paese, tra le quali quelle di Tad Lo. Tra le molte coltivazioni dell'altopiano spiccano le pregiate qualità di caffè di varietà arabica e robusta, considerate le migliori del paese.. La zona orientale della provincia si innalza verso le vette della catena Annamita, dove sono stanziate diverse tribù appartenenti alle minoranze etniche dei tà Ôi, dei pacoh degli alak ecc.

## Geografia antropica

### Suddivisioni amministrative
La provincia di Salavan è suddivisa nei seguenti otto distretti (in lao: ເມືອງ, trasl.: mueang):
| Codice | Nome del distretto  | Nome lao     |
| ------ | ------------------- | ------------ |
| 14-01  | mueang Salavan      | ເມືອງສາລະວັນ   |
| 14-02  | mueang Ta Oi        | ເມືອງຕະໂອ້ຍ    |
| 14-03  | mueang Tumlan       | ເມືອງຕຸ້ມລານ    |
| 14-04  | mueang Lakhonepheng | ເມືອງລະຄອນເພັງ |
| 14-05  | mueang Vapi         | ເມືອງວາປີ      |
| 14-06  | mueang Khongsedone  | ເມືອງຄົງເຊໂດນ  |
| 14-07  | mueang Lao Ngam     | ເມືອງເລົ່າງາມ   |
| 14-08  | mueang Samuai       | ເມືອງສະໝ້ວຍ    |